# Gia bảo

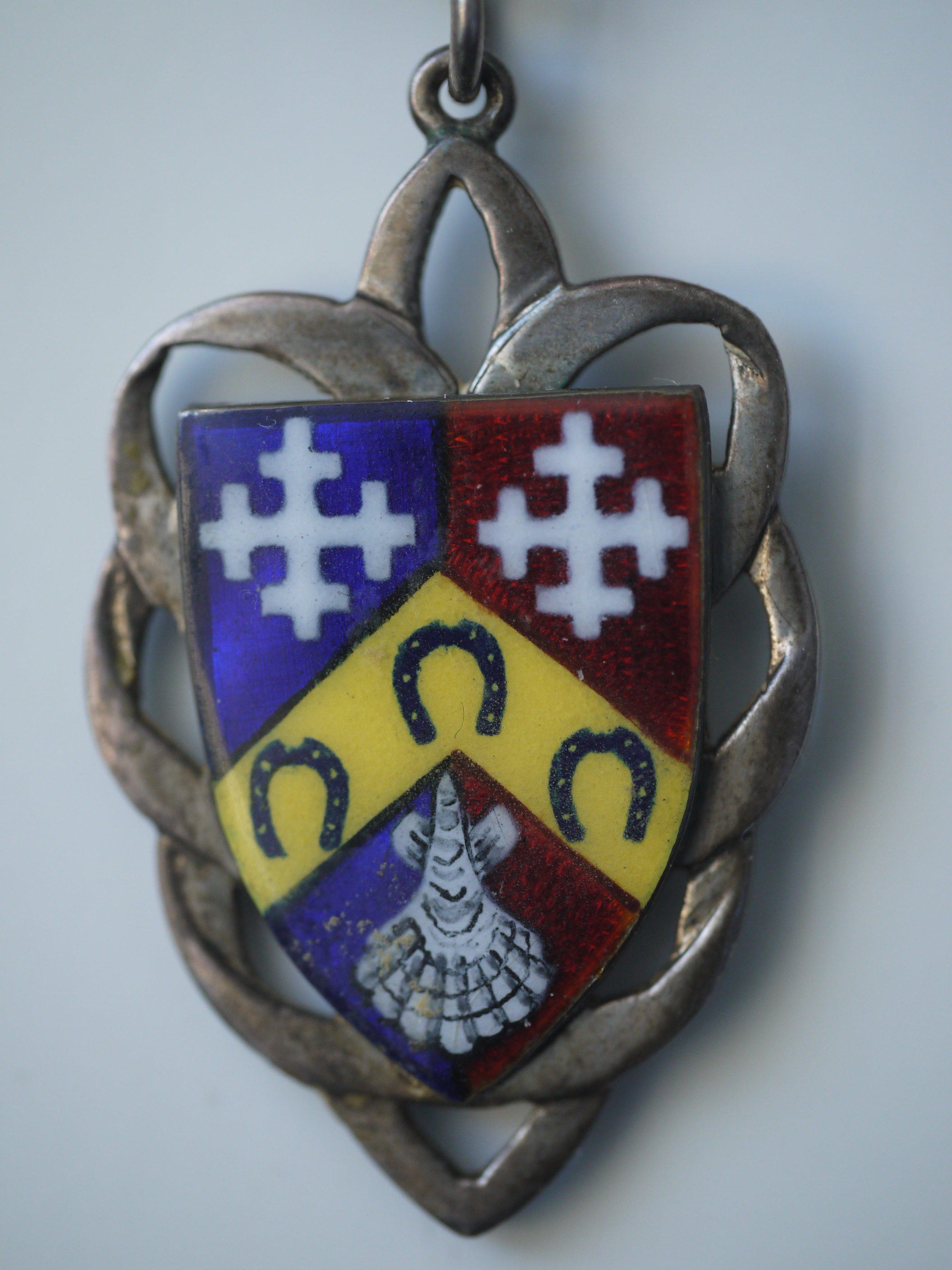
Một chiếc huy chương kỷ vật gia bảo

Gia bảo hay đồ gia truyền (Heirloom) hay bảo vật gia truyền  hay đồ truyền thừa là những thứ được trao truyền, bảo quản qua nhiều thế hệ thông qua các thành viên trong gia đình, chẳng hạn như bảo vật, đồ cổ, vũ khí hoặc đồ trang sức. Đồ gia bảo hay vật gia bảo này có thể là những món đồ cổ, kỷ vật, di vật. Trong tiếng Anh, đồ gia truyền, gia bảo gọi là Heirloom, có nguồn gốc từ nguyên tắc lịch sử của một vật gia truyền trong luật pháp Anh, một ngôi nhà sở hữu riêng (tư gia) mà theo cách sử dụng xa xưa được coi là được thừa kế được sát nhập vào di sản của gia đình. Trong hệ thống luật pháp của Anh, bất kỳ chủ sở hữu nào đối với một vật gia truyền chính hãng đều có thể định đoạt nó trong suốt cuộc đời của mình, nhưng không thể để lại di sản theo di chúc. Nếu chủ sở hữu qua đời, nó thuộc về người thừa kế và nếu là di sản thì nó sẽ thuộc về người hiến kế. 
Ở Việt Nam, có những gia đình còn lưu giữ được những đồ gia bảo là những đồ cổ, cổ vật có giá trị. Một người đàn ông ở Khánh Hòa sở hữu nhiều cổ vật độc đáo, hiếm có trong đó có pho tượng phật đổi màu theo thời tiết, điêu khắc hổ phách ngàn năm được cho là từ Cung đình Huế, bức tượng Quan Thế Âm Bồ Tát nguyên thể - Phật giáo Mật tông - hệ Kim Cang thừa có thần thái, hoa văn theo phong cách Đôn Hoàng với tay trái An úy ấn, tay phải Hộ thân ấn, bức tượng đúc bằng đồng có khả năng đổi màu sắc tùy thuộc vào thời tiết, trời vừa bắt đầu sáng, tượng từ màu đen chuyển sang màu xanh đen rồi đến màu xanh xám, giữa trưa, khi nhiệt độ cao thì tượng chuyển màu vàng nhạt, xanh tím với gương mặt tượng Bồ tát hơi trầm tư, khi trời đứng bóng đến xế chiều, tượng Bồ tát chuyển sang màu cánh gián rồi dân chuyển qua màu đỏ tím, màu lông chuột và gương mặt rất vui tươi, khỏe khoắn, đêm đến, tượng Bồ tát chuyển sang màu xanh đen rồi màu đen, mang gương mặt trở lại trầm tư. Ngoài ra, có ghi nhận về việc Phòng cảnh sát chống buôn lậu (phòng 7), Cục Cảnh sát điều tra tội phạm về trật tự quản lý kinh tế và chức vụ Bộ Công an phối hợp với Công an Tây Ninh, An Giang triệt phá vụ mua bán “vật gia bảo” bằng đồng đen giả